# Prunus nigra
Prunus nigra es una especie de arbusto perteneciente a la familia de las rosáceas, nativa del este de Norteamérica desde Nuevo Brunswick y Manitoba,  al sur hasta Connecticut a través de Iowa. Anteriormente se encontraba en Ohio pero se cree que se ha extinguido en este estado.

## Descripción
Se trata de un arbusto caducifolio o pequeño árbol que alcanza un tamaño de 10 m de altura con un tronco de hasta 25 cm de diámetro, con las ramas bajas, y densa corona de ramas tiesas y rígidas. La corteza es de color gris-marrón, la capas más antiguas salen en las placas de espesor. Las ramillas son de color verde brillante al principio, después se tiñen de color marrón oscuro con rojo, y son espinosas. Los brotes de invierno son de color castaño, acuminados, de hasta 8 mm de largo.
Las hojas son alternas, simples, oblongo-ovadas u obovadas, de 5-12 cm de largo y 3-7 cm de ancho, en forma de cuña o ligeramente en forma de corazón o redondeada en la base, contraída en el ápice, el nervio central visible, ligeramente teñidas de rojo, son suaves, llegando a ser de color verde brillante por encima y más pálido por debajo cuando está madura. Los pecíolos de las hojas son fuertes, con dos grandes glándulas oscuras.
Las flores tienen 15-25 mm de diámetro, con cinco pétalos redondeados,  de color blanco a rosa pálido,  fragantes, producidas en tres o cuatro umbelas de flores, con pedúnculos cortos y gruesos, y aparecen de mediados a finales de la primavera. Los pedúnculos florales son de color rojo oscuro y delgados. El cáliz es de color rojo oscuro, de cinco lóbulos. Tiene 15-20 estambres, insertos en el tubo del cáliz; filamentos filiformes, anteras violáceas. El fruto es una drupa oblonga-oval de 25-30 mm de largo con una resistente piel gruesa, de color rojo anaranjado. La especie crece mejor en suelos aluviales.

## Usos
La fruta se come cruda o cocida y se convierte en conservas y jaleas.
La madera es de color rojo brillante color marrón, pesada, dura, fuerte y de grano fino, con una densidad de 0,6918.

## Taxonomía
Prunus nigra fue descrita por William Aiton y publicado en Hortus Kewensis; or, a catalogue... 2: 165, en el año 1789.
Etimología
Ver: Prunus: Etimología
nigra: epíteto latíno que significa "negra"